# Manteniendo la Diferencia
Manteniendo la Diferencia es el segundo álbum de Triple Seven. Esta producción relanzaría el grupo como un dúo integrado por Aby & Pichie, luego de la salida de Mr. Sabio en el año 2002. El sencillo «Mi Respaldo» con Funky, tendría vídeo oficial.
Este álbum cuenta con la participación de Funky, Samuel Hernández y Manny Montes.

## Lista de canciones
| N.º | Título                                                     | Duración |  |
| 1.  | «Intro»                                                    | 1:07     |  |
| 2.  | «Mi Respaldo» (con Funky)                                  | 3:14     |  |
| 3.  | «Manteniendo la Diferencia»                                | 3:21     |  |
| 4.  | «Nada nos Detiene»                                         | 3:03     |  |
| 5.  | «Nos Vamos de Fiesta» (con Funky)                          | 3:56     |  |
| 6.  | «De lo Más Profundo» (Pichie con Samuel Hernández y Funky) | 3:46     |  |
| 7.  | «Interlude»                                                | 0:40     |  |
| 8.  | «Bajo Mundo»                                               | 3:06     |  |
| 9.  | «Es Triste»                                                | 3:53     |  |
| 10. | «Vamos con el Gigante»                                     | 2:59     |  |
| 11. | «Unidos»                                                   | 3:41     |  |
| 12. | «Todo a Su Tiempo» (Pichie con Funky)                      | 3:11     |  |
| 13. | «Ten Cuidao» (con Manny Montes)                            | 3:26     |  |
| 14. | «Aceptame»                                                 | 3:19     |  |

## Vídeos
| Fecha de lanzamiento | Título                  | Director                |
| -------------------- | ----------------------- | ----------------------- |
| 2004                 | Mi Respaldo (con Funky) | Hector "Flaco" Figueroa |